# Герб Іркутська
Герб Іркутська поряд із прапором і гімном є офіційним символом міста Іркутська.

## Опис та обґрунтування символіки
Геральдичний опис (блазон) говорить про символіку міста Іркутська: 
|  | у срібному полі на зеленій землі бабра, що біжить, насторожі, що несе в зубах червленого (червоного) соболя: обидві звіра повернуті вліво |

Бабр згадується на печатках Іркутського острогу починаючи з кінця 17 ст. На той час бабром у Сибіру називали тигра. Але виробники печаток у центральній частині Росії мали дуже невиразне уявлення про тигра і зображували його по-різному, деяким замість бабра взагалі бачився бобр. Через цю плутанину в результаті в іркутському гербі замість тигра став зображуватися міфічний звір з котячою головою, перетинчастими лапами і пишним хвостом. 

### Центральний символ
Відповідно до «Тлумачного словника живого великоросійського мови» У. І. Даля «бабр — сибирский звір, що дорівнює люттю і силі льву; Тигр, смугастий, королівський, царський тигр […] (лат. Felis Tigris); він зрідка з'являється в Південному Сибіру ... ». Словник російської мови XI—XVII століттяів дає наступний опис бабра: «Звір бабр величністю болші лва, а вовною глиннаст, а вовна ниска, а по ньому смуги чорні поперег, а губа що у кота і пирск котовий, а сам черевист, ноги короткі, а довжиною довгий, а голосом великий і страшний, майже у лва».

## Історія

### Виникнення
Мотиви, які стали основою сучасного герба Іркутська, можна простежити по сибірських печатках XVII століття. Нещодавно приєднана до Росії, Сибір найбільше багатств славилася достатком хутрових звірів. Тому Герб Російської імперії та Герб царства Сибірського являв собою двох соболів, що тримають в лапах корону.
У 1642 році, коли Іркутська ще не існувало, малюнок, що описується як «барс вилучить соболя» (тобто «барс виловив соболя»), з'явився на пресі Якутської митниці. Це зображення перейшло потім у друк і герб Іркутська, який у 1680-х роках став центром воєводська влада і набув більш важливого значення, ніж Якутськ. 18 лютого 1690 року Іркутську були надані друк та герб. Герб являв собою 
|  | у срібному полі бабра, що біжить по зеленій траві в лівий бік щита і має в щелепах своїх соболя. Цитується за: Герби міст, губерній і посад Російської імперії. |

Бабр, тобто тигр, зустрічався іноді в Забайкалля, яке у XVIII столітті входило в Іркутське намісництво, а іноді і на захід від Байкала. Таким чином, в гербі Іркутська були зображені найнезвичайніший звір для Росії і соболь, що давав найцінніше хутро. Малюнок цей знаходиться на міських печатках Іркутськ а 1711 і 1743 років.
Бабир (тюрк.) — пантера. (На фарсі "babre" означає "тигр").
21 квітня 1785 року російським містам була дана жалувана грамота імператриці Катерини II. 28-та стаття цієї грамоти наказувала кожному «місту мати герб, затверджений рукою губернаторської величності, і той герб, використовувати у всіх містах». 26 жовтня 1790 року Катерина II затвердила герби міст Іркутського намісництва та герб Іркутська. «Повне зведення законів Російської імперії» дає гербу такий опис:
|  | У срібному полі щита тигр, що біжить, а в роту у нього соболь. |

Старими називалися «герби, які вже були раніше», які герольдмейстерська контора зібрала докупи. «Старі» легко впізнати за відсутністю герба намісницького міста. У багатьох інших гербів міст іркутського намісництва постать бабра-тигра обов'язково входила складовою і займала верхню половину геральдичного щита. Цінність першого іркутського герба, як "старого", значно підвищувалася, він фактично був перезатверджений.

### Герб 1878
У 1859 році бароном Б. В. Кене, що стояло на чолі Департаменту герольдії, було розпочато масштабну реформу російської геральдики та вексиллології. Хоча реформа мала ліквідувати застарілі помилки, вона викликала і нові. До найвідоміших помилок належить перейменування іркутського бабра в бобра.
Указом від 5 липня 1878 року, згідно з проектами Гербового відділення, Сенат ввів у дію 46 гербів губерній та областей, які були опубліковані в 1880 році у вигляді окремої збірки «Герби губерній та областей Російської імперії», в якій герб Іркутської губернії:
|  | У срібному щиті чорний бобр, що біжить, з червленими очима, що тримає в роті червленого соболя. |

Тигру на гербі змалювали великий бобровий хвіст і перетинчасті задні лапи, створивши якусь нову, міфічну тварину.  
Реформа Кене привнесла до російської геральдики правила прикраси гербів. Крім бобра, іркутський герб отримав доповнення у вигляді золотого дубового листя, з'єднаного Орден Святого апостола Андрія Первозванного Андріївської стрічкою, і був увінчаний короною.
Саме у такому вигляді герб вживався як символ губернії та міста, а пізніше і області. Відомі дожовтневі листівки Іркутська з цим гербом, його зображення на п'єдесталі пам'ятника імператору Олександру III, на сторінках газети «Іркутські губернські відомості» (1916), на прапорі Іркутського страхового пожежного товариства (1909).

### Сучасний герб
Після Жовтнева революція 1917 року в Росії Жовтневої соціалістичної революції з герба Іркутська були видалені корона, Андріївська стрічка і дубове листя. Проте, сам герб багаторазово відтворювався на листівках, на радіолах, що випускалися Іркутським радіозаводом, у книгах про сучасність і минуле області, під час святкових та спортивних заходів, а в 1960—1980 рік — на укосі пагорба, що височіє над Ангарою, між залізничним вокзалом і мостом.
У 1997 році Державною Герольдією при Президенті Росії були затверджені герби Іркутська область і міста Іркутська. Герб області практично не відрізняється від колишнього губернського герба, прибрано лише його обрамлення - корона і дубове листя з Андріївською стрічкою. Що ж до герба Іркутська, то Герольдія не цілком погодилася з пропозицією міської Думи. Зовнішність бобра на прохання міської Думи змінено і нагадує звіра з губернського герба. Таким чином, згадка про бобра залишила герб Іркутська. Проте саме зображення, яке є унікальним та своєрідною пам'яткою міської символіки, змінено не було, і у бабра залишився бобровий хвіст.

## Див також
- Бабр
- Герб Іркутської області
- Прапор Іркутська